# Paraphidnia verrucosa
Paraphidnia verrucosa är en insektsart som först beskrevs av Brunner von Wattenwyl 1878.  Paraphidnia verrucosa ingår i släktet Paraphidnia och familjen vårtbitare. Inga underarter finns listade i Catalogue of Life.